# BMW R 1200 ST
Die BMW R 1200 ST ist ein halbverkleidetes Motorrad der Marke BMW mit einem Zweizylinder-Boxermotor. Der Sporttourer wurde am 2. Dezember 2004 auf der Bologna Motorshow vorgestellt und bis 2007 im BMW-Werk Berlin hergestellt. Verkaufsstart war am 12. März 2005. Die R 1200 ST war zwischen dem Reisetourer R 1200 RT und dem Roadster R 1200 R positioniert. Die Abkürzung ST steht für Sport Touring.

## Allgemeines
Das Design war unter Motorradfahrern umstritten, besonders die Front mit „dem übereinander angeordneten, mit auffälliger Umrahmung eingefassten Doppelscheinwerfer“ fand keinen großen Zuspruch.

### Antrieb
Der luft- und ölgekühlte Boxermotor ist längs eingebaut und erzeugt aus zwei Zylindern mit 1170 cm³ Hubraum eine Nennleistung von 81 kW (110 PS) bei einer Drehzahl von 8.250 min−1 und ein Drehmoment von 112 Nm bei 6.800 min−1. Jeder Zylinderkopf hat eine kettengetriebene Nockenwelle, welche über Kipphebel zwei Einlass- und zwei Auslassventile ansteuert. Die zwei Zylinder haben eine Bohrung von ⌀ 101 mm Durchmesser, die Kolben einen Hub von 73 mm bei einem Verdichtungsverhältnis von 12:1. Der Viertaktmotor hat ein digitales Motormanagement (BMS-K), erstmals mit zwei Lambda-Sonden und mit Klopfsensoren, und eine Nasssumpf-Druckumlaufschmierung.
Das Motorrad beschleunigt in 3,5 Sekunden von 0 auf 100 km/h und erreicht eine Höchstgeschwindigkeit von 230 km/h.

### Kraftstoffversorgung
Der Kraftstoff wird elektronisch geregelt über die Saugrohre eingespritzt und von einer Schubabschaltung unterstützt. Die Zündung erfolgt je Zylinder durch zwei transistorgesteuerte Zündkerzen. Der durchschnittliche Kraftstoffverbrauch beträgt 5,1 Liter auf 100 km bei einer Geschwindigkeit von 120 km/h. Der Kraftstofftank hat ein Volumen von 21 Liter, davon sind vier Liter Reserve. Der Hersteller empfiehlt die Verwendung von bleifreiem Motorenbenzin mit einer Klopffestigkeit von mindestens 95 Oktan. Die Abgasnachbehandlung erfolgt durch einen geregelten Drei-Wege-Katalysator und erfüllt die Grenzwerte der Abgasnorm Euro-3.

## Kritiken
„Die Nachfolgerin der R 1150 RS schockt mit einer Front, die eine wilde Mischung aus gotischem Kirchenfenster und Sciencefiction-Dekoration ist. Doch nehmen wir es vorweg: Was nach klingonischem Krankenfahrstuhl aussieht, bietet ganz handfeste Vorteile: Der H4-Doppelscheinwerfer strahlt nachts ganz famos, der Windschutz für den Oberkörper ist durch die oben knapp, in der Mitte recht bauchig geschnittene Halbschalenverkleidung hervorragend.“

„Die BMW R 1200 ST passt nicht mehr in die alten BMW-Kategorien. Schon das neue Design weist neue Wege. Sie ist nicht nur die Nachfolgerin der R 1150 RS. Sie vereint prima Touringqualitäten mit dem sportlichleichten Handling eines Naked-Bikes und der Hochgeschwindigkeitsstabilität eines Supersportlers.“